# Vilmar da Cunha Rodrigues
Vilmar da Cunha Rodrigues, kurz Sabiá (* 2. November 1982) ist ein brasilianischer Fußballspieler auf der Position eines Stürmers. 

## Karriere
2005 kam er zu Grêmio Esportivo Juventus, von wo er dann 2006 nach Österreich zum FC Lustenau wechselte. Sabiá verstärkte den Kader der Vorarlberger und hat in 77 Spielen 29 Tore erzielt. Im Sommer 2009 wechselte er in die Regionalliga Mitte zum Aufsteiger FC Pasching. Von dort aus wurde er etwa ein Jahr später zum FC Vaduz transferiert.